# Ga Onsu
Ga Onsu (Tiếng Hàn: 온수역, Hanja: 溫水驛) hay Ga Onsu (Đại học Sungkonghoe) (Tiếng Hàn: 온수(성공회대입구)역, Hanja: 溫水(聖公會大入口)驛) là ga tàu điện ngầm và ga trung chuyển cho Tàu điện ngầm vùng thủ đô Seoul tuyến 1 và Tàu điện ngầm Seoul tuyến 7 ở Sugung-dong, Guro-gu, Seoul. Nó gần ranh giới giữa Seoul và Bucheon-si.

## Lịch sử
- 16 tháng 1 năm 1988: Việc kinh doanh bắt đầu với việc khai trương Ga Onsu trên Tàu điện ngầm vùng thủ đô Seoul tuyến 1
- 29 tháng 2 năm 2000: Với việc khai trương đoạn giữa Ga Onsu ~ Ga Sinpung trên Tàu điện ngầm Seoul tuyến 7, nó trở thành ga trung chuyển là ga cuối cùng.
- 27 tháng 10 năm 2012: Đoạn Ga văn phòng Bupyeong-gu ~ Ga Onsu trên Tàu điện ngầm Seoul tuyến 7 được khai trương và trở thành ga trung gian.

## Bố trí ga

### Tuyến số 1 (1F)
| ↑ Oryu-dong | ↑ Đi qua | Oryu-dong ↓ |
| １          | \| ３    |             |
| ↑ Yeokgok   | Đi qua ↓ | Yeokgok ↓   |

| １ | ● Tuyến 1 | Địa phương | ← Hướng đi Guro · Yeongdeungpo · Yongsan · Đại học Kwangwoon · Yeoncheon |
| ２ | ● Tuyến 1 | Tốc hành   | → Tàu tốc hành đi qua                                                    |
| ３ | ● Tuyến 1 | Tốc hành   | → Tàu tốc hành đi qua                                                    |
| ４ | ● Tuyến 1 | Địa phương | → Hướng đi Sosa · Bucheon · Songnae · Dongincheon · Incheon →            |

| Tuyến và hướng                                       | Cửa       | Ghi chú                               |
| ---------------------------------------------------- | --------- | ------------------------------------- |
| Tuyến 1 (Hướng Yeoncheon) → Tuyến 7                  | 1-1, 10-4 | 10-4 có khoảng cách chuyển tuyến ngắn |
| Tuyến 1 (Hướng Incheon) → Tuyến 7                    | 1-1, 10-4 | 1-1 có khoảng cách chuyển tuyến ngắn  |
| Tuyến 1 (Hướng Yeoncheon) → Lối ra (Ga trên mặt đất) | 2-1, 7-4  | Chỉ lối ra 1, 3, 7 và 8               |
| Tuyến 1 (Hướng Incheon) → Lối ra (Ga trên mặt đất)   | 4-1, 9-4  | Chỉ lối ra 1, 3, 7 và 8               |

### Tuyến số 7 (B2F)
Các sân ga 1 và 4 được sử dụng cho các chuyến tàu đến và đi từ Seongnam, Dobongsan và Jangam, và các sân ga 2 và 3 được sử dụng cho các chuyến tàu đến và đi từ nhà ga này. Vị trí của cửa thoát hiểm khác nhau đối với các chuyến tàu đến và đi từ Seongnam ở bên trái và bên phải đối với các chuyến tàu đến ga này.
| Cheonwang ↑     |
| ４３ \| ２１ \| |
| ↓ Kkachiul      |

| １ | ● Tuyến 7 | ← Hướng đi Phức hợp kỹ thuật số Gasan · Daerim · Xe buýt tốc hành · Jangam                              |
| ２ | ● Tuyến 7 | ← Hướng đi Phức hợp kỹ thuật số Gasan · Daerim · Xe buýt tốc hành · Jangam (Khởi hành từ ga)            |
| ３ | ● Tuyến 7 | → Kết thúc tại ga này                                                                                   |
| ４ | ● Tuyến 7 | → Hướng đi Sân vận động Bucheon · Sinjungdong · Sangdong · Seongnam (Một số đoàn tàu kết thúc tại ga) → |

| Tuyến và hướng                                       | Cửa      | Ghi chú                              |
| ---------------------------------------------------- | -------- | ------------------------------------ |
| Tuyến 7 (Hướng Jangam) → Tuyến 1                     | 1-1, 8-4 | 8-4 có khoảng cách chuyển tuyến ngắn |
| Tuyến 7 (Hướng Seongnam) → Tuyến 1                   | 1-1, 8-4 | 1-1 có khoảng cách chuyển tuyến ngắn |
| Tuyến 7 (Hướng Jangam) → Lối ra (Ga tàu điện ngầm)   | 3-4, 6-1 | Chỉ lối ra 2, 4, 5 và 6              |
| Tuyến 7 (Hướng Seongnam) → Lối ra (Ga tàu điện ngầm) | 3-4, 6-1 | Chỉ lối ra 2, 4, 5 và 6              |

## Xung quanh nhà ga
| Lối ra \| 나가는 곳 \| Exit \| 出口 | Lối ra \| 나가는 곳 \| Exit \| 出口 |
| ----------------------------------- | --- |
| 1                                   | Trường St. Peter's Cơ quan An toàn Giao thông Hàn Quốc (Trạm Kiểm tra Guro) Seoul Garden APT |
| 2                                   | Oryu 2-dong, Hang-dong (hướng nam) Đại học Sungkonghoe Trường tiểu học Ojeong Sân vận động bóng bầu dục Seoul Đại học Yuhan                                                                                                   |
| 3                                   | Đại học Sungkonghoe Trường trung học kỹ thuật Yuhan |
| 4                                   | Đại học Yuhan |
| 5                                   | Khu công nghiệp Onsu Trường tiểu học Donggok Yeokgok-dong |
| 6                                   | Onsu-dong, Gung-dong (Hướng Bắc) Trường trung học cơ sở và trung học phổ thông Wooshin Trường tiểu học Onsu Trường Seoul Jeongjin Onsu HILLSTATE Trường trung học biểu diễn nghệ thuật Seoul Trường trung học khoa học Sejong |
| 7                                   | Trường tiểu học Donggok Yeokgok-dong |
| 8                                   | Trường trung học cơ sở và trung học Wooshin Trường tiểu học Onsu Trung tâm cộng đồng Sugung-dong Trung tâm an toàn Sugung 119 Trung tâm phúc lợi xã hội Gungdong                                                              |

## Hình ảnh

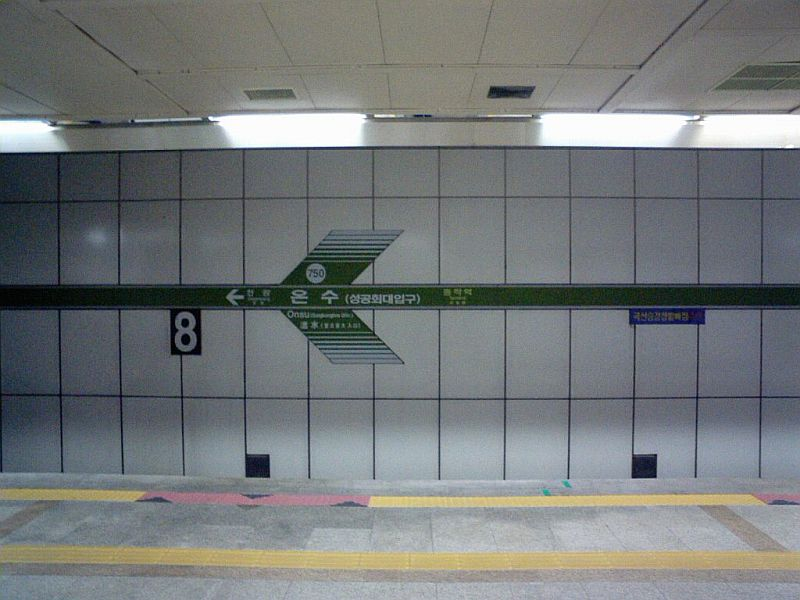
Sân ga Tuyến 7 hướng Jangam (trước khi lắp đặt cửa chắn và mở thêm đoạn Ga văn phòng Bupyeong-gu ~ Ga Onsu, trong thời kỳ Tổng công ty vận tải nhanh đô thị Seoul)
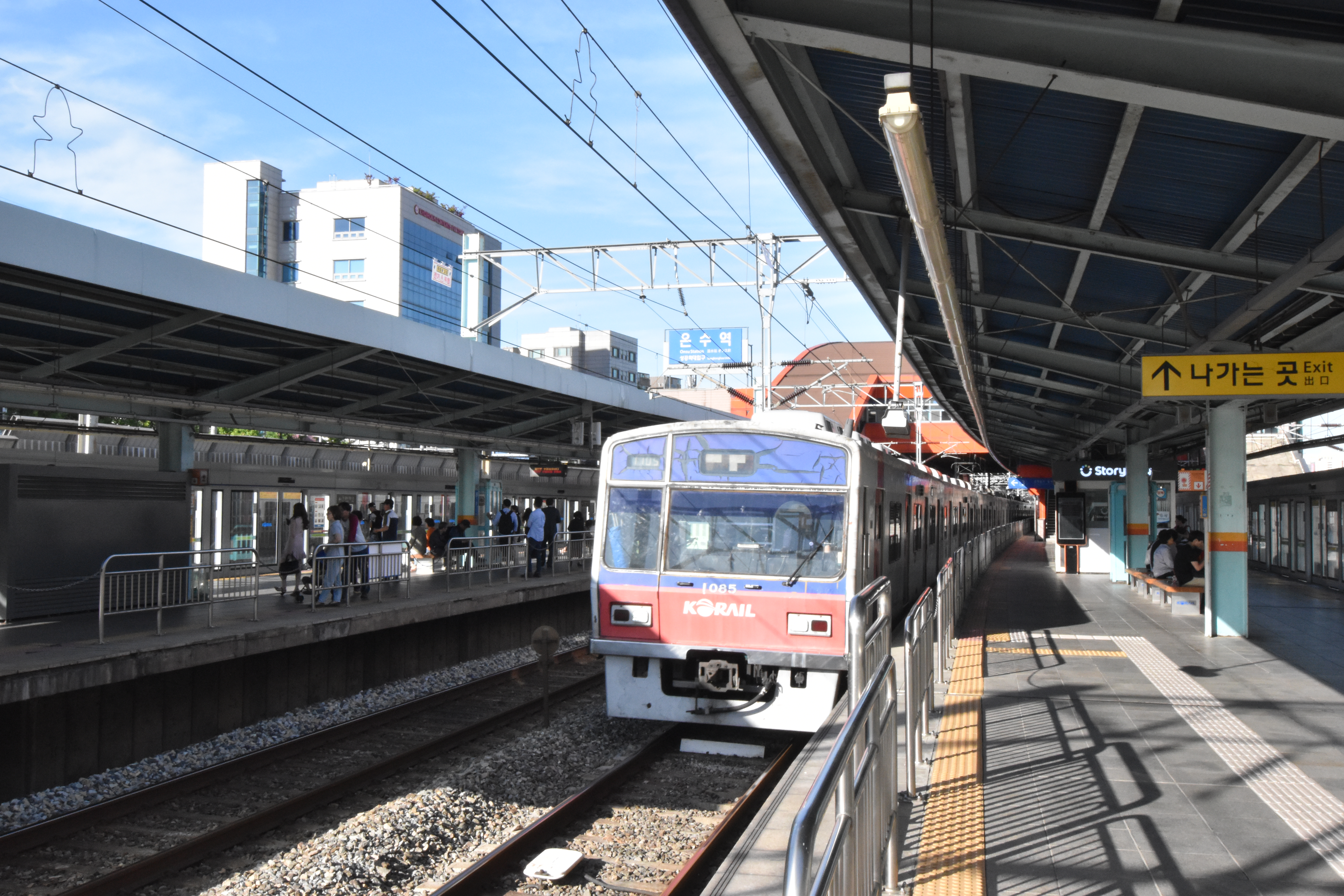
Sân ga tốc hành của Tuyến Gyeongin (trái), sân ga Tuyến 1 hướng Incheon (trước khi lắp đặt cửa chắn)
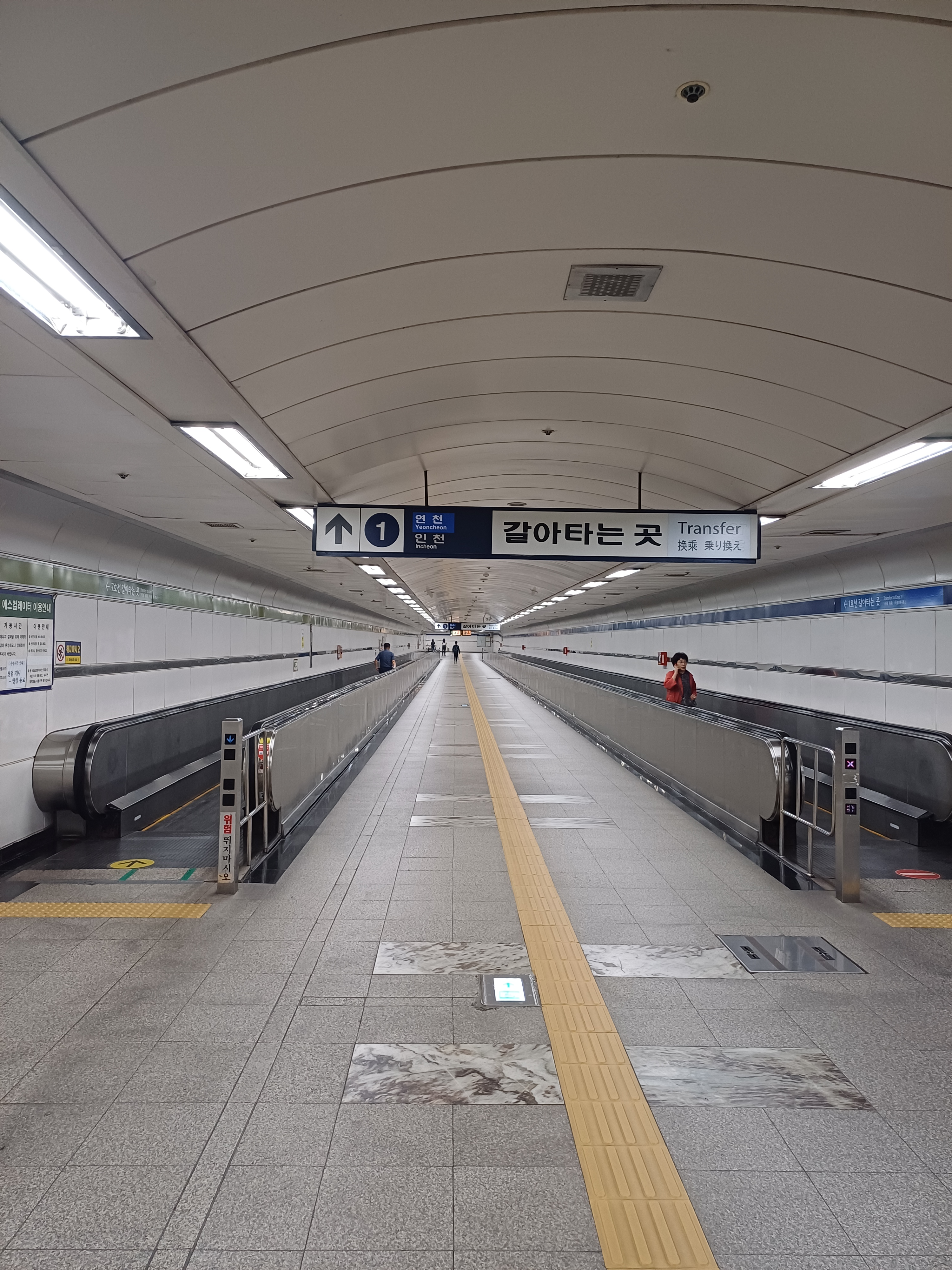
Lối đi chuyển tuyến
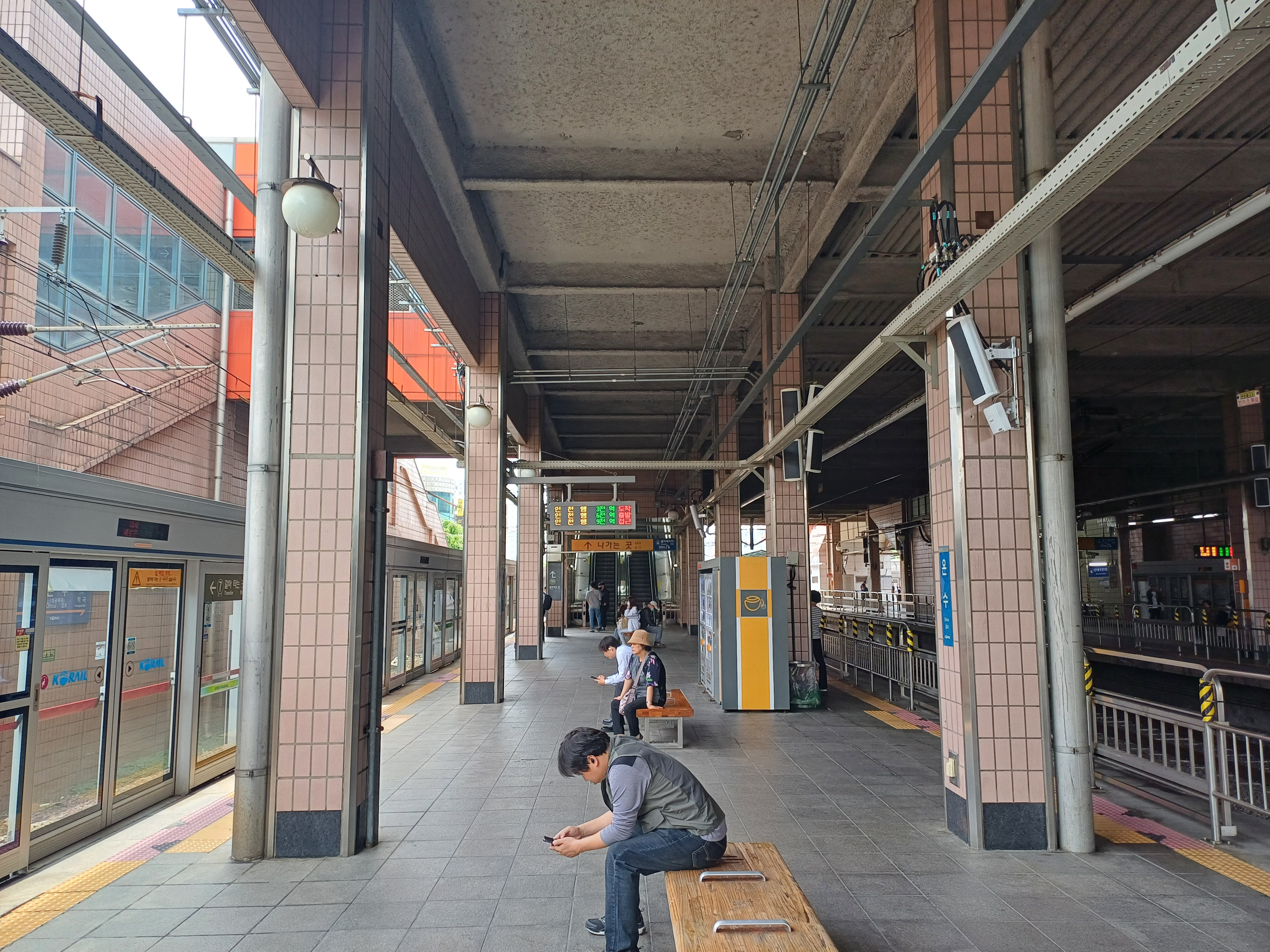
Sân ga Tuyến 1